# 阿拉里
阿拉里是巴西马拉尼昂州的一个市镇。总面积1100.285平方公里，总人口27669人，人口密度25.1人/平方公里。